# فرودگاه منطقه‌ای الیمپیا
فرودگاه منطقه‌ای الیمپیا (به انگلیسی: Olympia Regional Airport) یک فرودگاه همگانی ۷۴۱۶۹ با کد یاتا OLM است . این فرودگاه در شهر تام واتر، واشینگتن کشور ایالات متحده آمریکا قرار دارد و در ارتفاع ۶۴ متری از سطح دریا واقع شده است.